# Acid sulfuric
Acidul sulfuric (sulfat de dihidrogen, în conformitate cu nomenclatura IUPAC) este un compus chimic al sulfatului cu formula chimică H2SO4. Acesta este un lichid incolor, uleios, foarte vâscos și higroscopic. Acidul sulfuric este unul dintre cei mai puternici acizi și foarte coroziv. Acidul mineral formează două serii de săruri, sulfații acizi și sulfații, în care în comparație cu radicalul liber, unul sau doi protoni sunt înlocuiți de unii cationi.
Acidul sulfuric este una dintre cele mai importante substanțe chimice din punct de vedere tehnic și constituie unul dintre cei mai fabricați precursori chimici. În 1993, aproximativ 135 de milioane de tone de acid sulfuric au fost produse. Este utilizat în principal în producerea fertilizatorilor și pentru a reprezenta alți acizi minerali, cum ar fi acidul clorhidric sau acidul fosforic. Este în mod frecvent utilizat în soluții apoase de diferite concentrații.
Anhidrida acidului sulfuric este trioxidul de sulf (SO3). Atunci când trioxidul de sulf este dizolvat în acidul sulfuric peste raportul stoichiometric, soluția este cunoscută sub denumirea de acid sulfuric fumans sau oleum , întrucât aceasta „fumegă” în aer, ca urmare a reacției cu vaporii de apă generând mici picături de acid sulfuric, ce au un aspect asemănător cu al ceții. Acizii asociați celui sulfuric sunt acidul sulfuros (H2SO3), care este derivat din dioxidul de sulf , și acidul tiosulfuric (H2S2O3), în acest caz un atom de oxigen fiind înlocuit de către sulf.

## Istorie

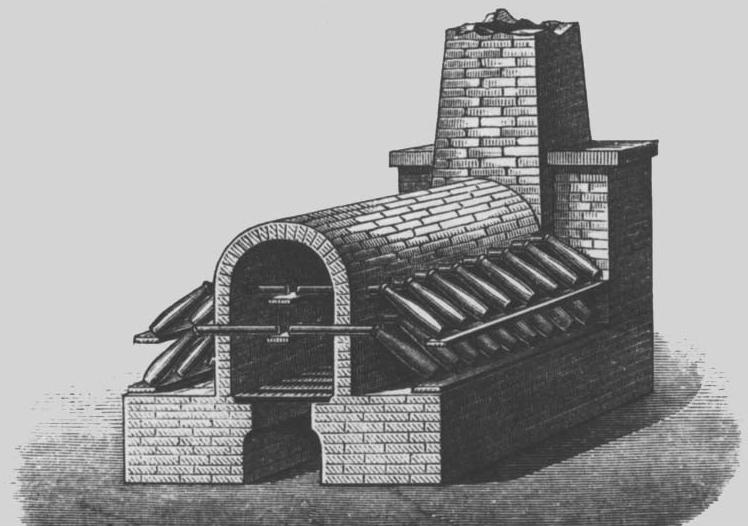
Cuptor de pe vapor pentru recuperarea uleiului de vitriol

Acidul sulfuric este cunoscut încă din vechi timpuri sub denumirea de vitriol. Primele indicații ale acestuia se găsesc în textele alchimistului istoric controversat Dschābir ibn Hayyān din secolul al VIII-lea. Apoi, acesta a fost menționat împreună cu unele metode de fabricare posibile în scrierile alchimistului Albertus Magnus (1200-1280) și ale lui Basilius Valentinus (c. 1600). Aceștia au descris metode de produce a vitriolului din diferiți sulfați naturali - cum ar fi calcantitul sau alaunul. Numele de ulei de vitriol este derivat de la denumirea învechită de vitriol pe care o aveau aceste minerale. Prima sursă ce conținea cantități mari de acid sulfuric a fost vitriolul. Din secolul al XVI-lea, el a fost fabricat în Boemia, Saxonia și Harz, unde procesul de fabricare al vitriolului a produs acid sulfuric. După numele primei mare producții din Nordhausen, produsul a fost redenumit Vitriol Nordhausen. Primele investigații științifice ale acidului sulfuric au fost desfășurate de către Johann Rudolph Glauber. El a reacționat acidul cu clorura de sodiu și a obținut acid clorhidric și sulfat de sodiu, care a fost denumit Sarea Glauber. Totuși, metodele în care erau folosiți sulfații erau foarte complicate și scumpe. Pentru a obține cantități mai mari de produs, în secolul al XVIII-lea s-a dezvoltat un procedeu în care sulful și salpetrul era ars în borcane de sticlă. Pentru că recipientele din sticlă erau prea fragile, în 1746, John Roebuck a fost primul care a încercat reacția în unele mai rezistente de plumb. După 1793, Nicolas Clément-Désormes și Charles Bernard Désormes au descoperit că utilizând aerul, salpetrul era redus semnificant în volum, așadar metoda camerelor de plumb putea fi utilizată industrial. Acest lucru a fost particular pentru anul 1789  când a fost descoperit de Nicolas Leblanc și aplicat în 1791 pentru producția carbonatului de sodiu. Procesul a fost îmbunătățit de mai multe ori de Joseph Louis Gay-Lussac și s-au dezvoltat metodele de absorbție a gazelor nitroase  Astfel, era posibilă producerea continuă a acidului. Principalul dezavantaj al acestei metode este că a fost atinsă o centrație de doar 78%, iar soluțiile mai concentrate de oleum vor produce distilarea vitriolului. O metodă de producere de acidului sulfuric extrem concentrat a fost dezvoltată numai după 1870, când a fost descoperit procedeul de contact.

## Ocurență

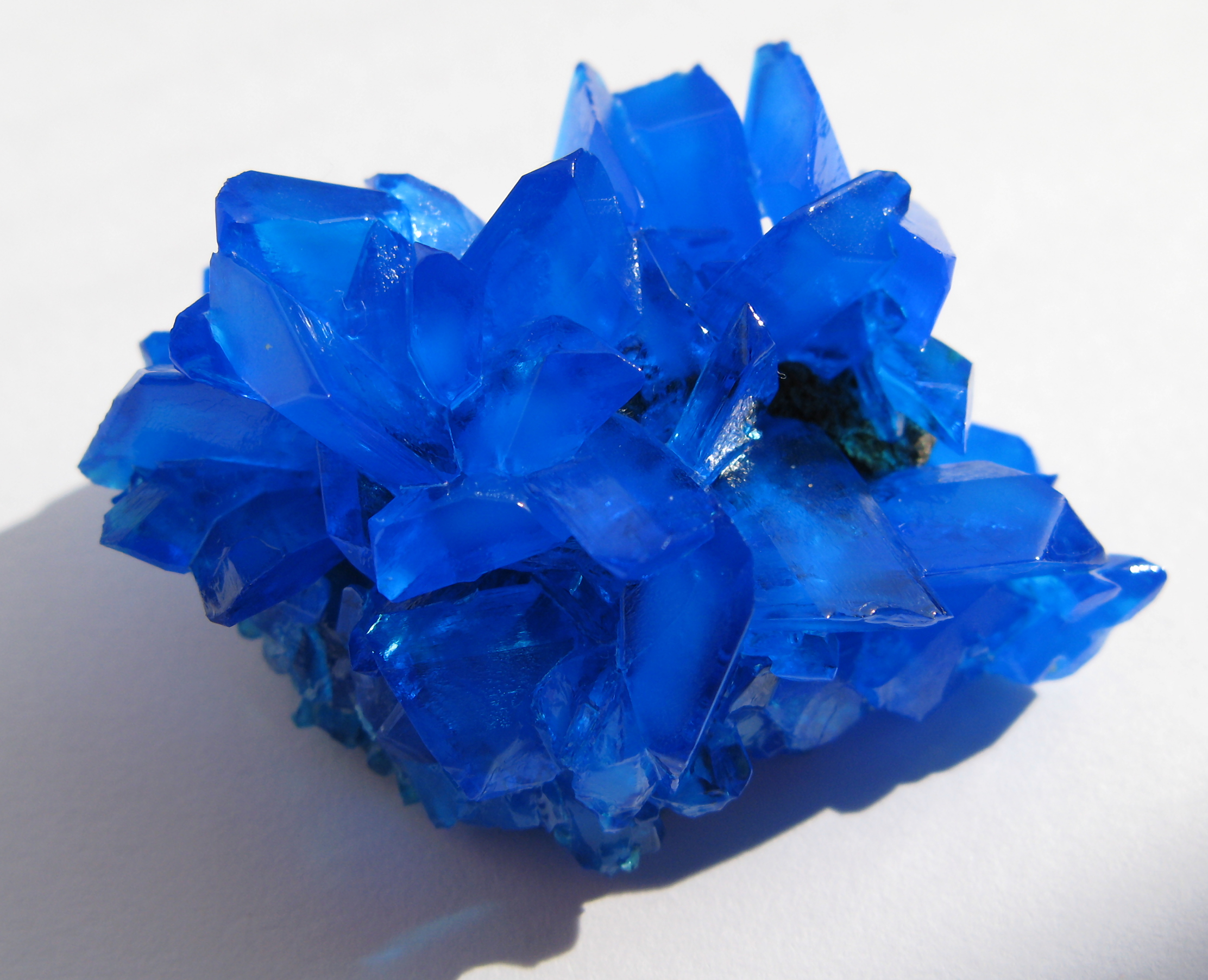
Calcantit

Liber și nedisociat în ioni de oxoniu sau de sulfat, acidul sulfuric este foarte rar în natură. În atmosferă, el este format din dioxidul de sulf, care la rândul său este produs prin combustia substanțelor conținătoare de sulf sau din erupții vulcanice. Dioxidul de sulf este oxidat de către radicalii de hidroxil sau de către oxigen la trioxid de sulf. Cu apa, acesta formează în final acidul sulfuric liber. Continuarea oxidării permite formarea trioxidului de sulf de către ozon sau peroxid de hidrogen. În ploaia acidă, acidul sulfuric trece sub formă diluată (sulfat de hidrogen sau ioni de sulfat) și ajunge pe pământ.
De asemenea, există o cantitate mică de acid sulfuric liber și în unele izvoare vulcanice  numite solfatare.
Spre deosebire de acidul sulfuric în sine, sărurile sale, sulfații, sunt foarte răspândiți în natură. Există multe minerale care sunt sulfați ca și compoziție, iar printre cele mai cunoscute sunt: gipsul (CaSO4 · 2H2O), baritina (BaSO4) , calcantitul (CuSO4 · 5H2O) și sarea Glauber (Na2SO4 · 10 H2O).
Acidul sulfuric se găsește în afara Pământului în atmosfera superioară a planetei Venus. Acesta este produs prin reacția fotochimică dintre dioxidul de sulf și apa. Aici se formează picături de ploaie care conțin acid sulfuric de concentrație până la 80 sau 85%. În straturile mai joase, acidul se descompune datorită temperaturilor în dioxid de sulf, oxigen și apă, dar acestea se ridică din nou și formează acid sulfuric.
Mai recent s-a descoperit că există mari porțiuni de acid sulfuric și în suprafața înghețată a satelitului Europa al lui Jupiter. Una dintre ipoteze este că atomii de sulf proveniți prin erupție vulcanică au interacționat în pătura magnetică din jurul satelitului și au format acidul sulfuric.

## Producție

Producția de acid sulfuric între anii 1970-2003 în diferite țări.

Există două procese principale folosite în producția de H2SO4, procedeul camerei de plumb și procedeul de contact. Procesul camerei de plumb este o metodă veche și produce o soluție de acid în apă de concentrație 62÷78%. Prin procesul de contact se obține acid sulfuric pur. În ambele procese, dioxidul de sulf, SO2, este oxidat la trioxid de sulf SO3, care este dizolvat în apă.
Dioxidul de sulf este obținut prin arderea sulfului:
S(s) + O2(g) → SO2(g)
prin prăjirea piritei (sulfura de fier) sau a altor sulfuri metalice
4 FeS2(s) + 11 O2(g) → 2 Fe2O3(s) + 8 SO2(g)
sau prin arderea hidrogenului sulfurat,
2 H2S(g) + 3 O2(g) → 2 SO2(g) + 2 H2O(g)
Bioxidul de sulf este oxidat catalitic la trioxid de sulf
2SO2(g) + O2(g) → 2 SO3(g)
În absența catalizatorului, oxidarea SO2 este lentă. În procesul vechi cu camera de plumb, catalizatorul este dioxidul de azot. În procedeul contact, catalizatorul este oxidul de vanadiu, V2O5. Trioxidul de sulf produs este dizolvat în acid sulfuric 98%, în care reacționează cu cele 2% apă, formand H2SO4. 
SO3(g) + H2O(l) → H2SO4(l)
Materia primă pentru producția acidului sulfuric este adesea sulful elementar în cantități mari (2007: 66 milioane de tone ) obținut prin desulfurizarea gazelor naturale și a țițeiului prin Procedeul Claus. Elementul este ars în aer pentru a se obține dioxid de sulf:
{\displaystyle \mathrm {S+O_{2}\longrightarrow SO_{2}} }
Reacția sulfului cu oxigenul
În alte surse, dioxidul de sulf este produs în cantități mari prin topirea minereurilor de sulf, din urma cărora de mai obțin și metal e ca cupru, zinc sau plumb. Dioxidul de sulf rezultă direct în urma reacției:
{\displaystyle \mathrm {2\ ZnS+3\ O_{2}\longrightarrow 2\ ZnO+2\ SO_{2}} }
Prăjirea sulfurii de zinc
În 1999, în Europa au fost prăjite 3 milioane de tone de pirită pentru producția acidului sulfuric, dar în Asia, proporția era și mai mare.
În țările cu resurse sărace, care nu au nici zăcăminte de sulfuri, nici sulfidice, este folosit procedeul Müller-Kühne. Acesta constă în obținerea dioxidului de sulf prin arderea gipsului și cărbunelui într-un cuptor rotativ. Procedeul, mare consumator de energie, poate fi făcut mai profitabil prin adăugarea nisipului și argilei și obținându-se ca produs secundar ciment de foarte bună calitate. În RDG, procedura a fost efectuată pe scară largă.
Pentru continuarea producției trebuie format trioxidul de sulf. Reacția directă dintre sulf și oxigen pentru a forma trioxid de sulf nu are loc, deoarece echilibrul reacției de oxidare a dioxidului de sulf la trioxid de sulf la temperaturi joase este doar de partea trioxidului de sulf. La aceste temperaturi, totuși, rata de reacție este prea scăzută. Prin urmare, cu ajutorul unor catalizatori adecvați, condițiile de reacție sunt controlate astfel încât reacția să aibă loc mai repede la temperaturi mult prea ridicate.
{\displaystyle \mathrm {2\ SO_{2}+O_{2}\ \rightleftharpoons \ 2\ SO_{3}} }
Reacția de oxidare a dioxidului de sulf la trioxid de sulf

Ciclul catalitic de oxidare al dioxidului de sulf

Atunci când este folosit procesul de contact (foarte răspândit în prezent), pentaoxidul de vanadiu este utilizat pentru cataliza transferului de oxigen. Acesta formează o topitură de oxid de vanadiu (V) și sunt adăugați ca co-catalizatori sulfați alcalini. Acesta este catalizatorul final, o combinație complexă cu formula [(VO2)O(SO4)4]4-. El este depozitat fără să schimbe starea de oxidare a vanadiului, așa că dioxidul de sulf reacționează cu oxigenul pentru a forma trioxidul de sulf. Temperatura din timpul reacției este de 420-620 °C, deoarece cataliza este inactivă la temperaturi mai joase datorită formării de compușilor de vanadiul tetravalent. Reacția se desfășoară în niște tăvi de cuptoare de contact, în care catalizatorul este așezat pe patru straturi ("rafturi"), una deasupra alteia, iar gazul este răcit treptat între tăvi la o temperatură corespunzătoare.
În procedeul de contact dublu, înainte de ultima tavă, resturile de sulf existente se spală cu acid sulfuric concentrat. În acest fel, randamentul procesului crete la 99,5%.
După formarea trioxidului de sulf, care este transformat în acid sulfuric, reziduul de dioxid de sulf rămas trebuie eliminat cu ajutorul amoniacului sau a tiosulfatului de sodiu. Din moment de reacția trioxidului de sulf cu apa este prea energică, putând duce la fierbere și la formarea de aerosoli foarte greu de condensat, gazul este trecut printr-o soluție concentrată de acid sulfuric. În urma acestei reacții se obține H2S2O7 care, combinat în cele ce urmează cu apa, se transformă în acid sulfuric.
{\displaystyle \mathrm {SO_{3}+H_{2}SO_{4}\longrightarrow H_{2}S_{2}O_{7}} }
Reacția dintre trioxidul de sulf și acidul sulfuric.
{\displaystyle \mathrm {H_{2}S_{2}O_{7}+H_{2}O\longrightarrow 2\ H_{2}SO_{4}} }
Obținerea acidului sulfuric
Prin această metodă nu se produce acid sulfuric pur, dar cu o concentrație de 98%. Pentru purificarea acidului sulfuric, cantitatea de trioxid de sulf trebuie introdusă în acid de concentrație mare, care corespunde cantității apei în exces a acidului.
În ultimii ani, producția de acid sulfuric, în special în China, este mai mare, în timp ce în alte țări din Europa, precum Germania, aceasta a scăzut. Micșorarea acestor producții dintre anii 1990 și 1991 sunt datorate în mare parte dizolvării Uniunii Sovietice.

## Proprietăți

### Fizice

Molecula de acid sulfuric și distanțele legăturilor dintre atomii componenți.

Acidul sulfuric este un lichid vâscos și incolor ce se solidifică la o temperatură de 3 °C atunci când este de concentrație 100%. În rest, punctul de înghețare depinde de concentrație: la 93% acesta este de -32 °C, la 78% este -38 °C și la 65% este de -64 °C. Acidul sulfuric tehnic poate avea adesea o culoare maronie  datorată impurităților organice. Încălzit deasupra punctului de fierbere de 279,6 °C, acidul sulfuric se vaporizează, iar în forma acesta de vapori există trioxid de sulf în exces. La o temperatură de 338 °C, vaporii au un conținut de 98,3% acid  și corespund unui amestec azeotropic de apă și acid sulfuric. Încălzit mai mult, la 450 °C, acidul sulfuric se disociază în apă și trioxid de sulf complet.
Căldura specifică a soluțiilor apoase de acid sulfuric scade odată cu creșterea conținutului de mare de acid și se mărește odată cu ridicarea temperaturii. La 20 °C, acidul sulfuric de concentrație 100% are căldura specifică 0,331 kcal/kg · °C, la 25-30 °C, oleumul cu 20,9% trioxid de sulf liber în acidul sulfuric are căldura specifică 0,339 kcal/kg · °C, iar oleumul cu 34,7% trioxid de sulf liber are căldura specifică 0,350 kcal/kg · °C.
Acidul sulfuric solid cristalizează în sistemul cristalin monoclinic cu grupul spațial C2/c. Parametrii rețelei sunt: a = 814 pm, b = 470 pm, c = 854 pm, și β = 111 °. Structura sa este una ondulată, în care fiecare tetraedru de sulfat de dihidrogen este legat de alte patru tetraedre prin intermediul legăturilor hidrogenului. În plus față de acidul sulfuric pur cristalizat, sunt cunoscute și câteva forme hidratate ale acestuia. Un exemplu este dihidratul H2SO4 · 2H2O, care de asemenea cristalizează în sistemul monoclinic și are grupa spațială C2/c. Mai sunt cunoscuți șase cristalohidrați diferiți, în care numărul moleculelor de apă înglobate este egal cu unu, doi, trei, patru, șase sau opt. În acest caz, acidul este complet despicat în ioni de oxoniu și sulfat, iar ionii de oxoniu sunt legați de hidrat printr-un număr divers de molecule de apă. Punctul de topire al acestor hidrați descrește odată cu creșterea numărului de molecule de apă. Astfel, punctul de topire al monohidratului este de 8,59 °C, în timp ce al octahidratului este de -62 °C.
Între moleculele individuale contribuie legătura puternică dintre atomii de hidrogen, așadar la 25 °C, vâscozitatea acidului este de 24,6 mPa·S. În comparație cu acesta, apa are o vâscozitate de 0,89 mPa·s la aceeași temperatură.
La fel ca și apa, acidul sulfuric pur este rău conducător de curent electric, iar conductivitatea sa specifică este de 1,044 · 10−2 S/cm. Motivul pentru disocierea redusă a acidului sulfuric este autoprotoliza.
{\displaystyle \mathrm {2\ H_{2}SO_{4}\rightleftharpoons \ HSO_{4}^{-}+H_{3}SO_{4}^{+}} }
Reacția de autoprotoliză

O legătură probabilă

Tetraedru de acid sulfuric

În faza gazoasă, moleculele de acid sulfuric nu sunt legate, ci singure. Unghiul dintre grupele OH este de 101,3° și cel dintre atomii de oxigen este de 123,3°. Lungimile legăturilor dintre sulf și oxigen sunt de 157,4 pm (pentru legătura dintre grupele OH) și 142,2 pm respectiv (pentru legătura din vârf). Structura moleculară este la fel și pentru acidul sulfuric cristalizat.
Densitatea acidului sulfuric crește odată cu concentrația și atinge o valoare maximă la valoarea de 98,3 % masice; din acest punct, chiar dacă și concentrația crește, greutatea specifică scade.

| Procent masic               | 10   | 20   | 30   | 40   | 50   | 60   | 70   | 80   | 90   | 98,2 |
| --------------------------- | ---- | ---- | ---- | ---- | ---- | ---- | ---- | ---- | ---- | ---- |
| Densitatea la 20 °C în g/ml | 1,07 | 1,14 | 1,22 | 1,30 | 1,40 | 1,50 | 1,62 | 1,73 | 1,82 | 1,84 |

### Chimice

#### Reacția cu apa și proprietățile deshidratante
Reacția de hidratare a acidului sulfuric este puternic exotermă. Dacă se adaugă apă acidului, acesta poate începe să fiarbă, stropind persoanele din jur. Întotdeauna se adaugă acid în apă și NU invers. De notat că această problemă se datorează parțial și densităților relative ale celor două lichide. Apa este mai puțin densă decât acidul sulfuric și are tendința să plutească deasupra acidului.
Pentru că reacția de hidratare este favorabilă termodinamic, acidul sulfuric este un excelent agent dehidrator și este folosit la prepararea fructelor uscate.
În atmosferă, combinat cu alți compuși chimici, produce ploaia acidă.

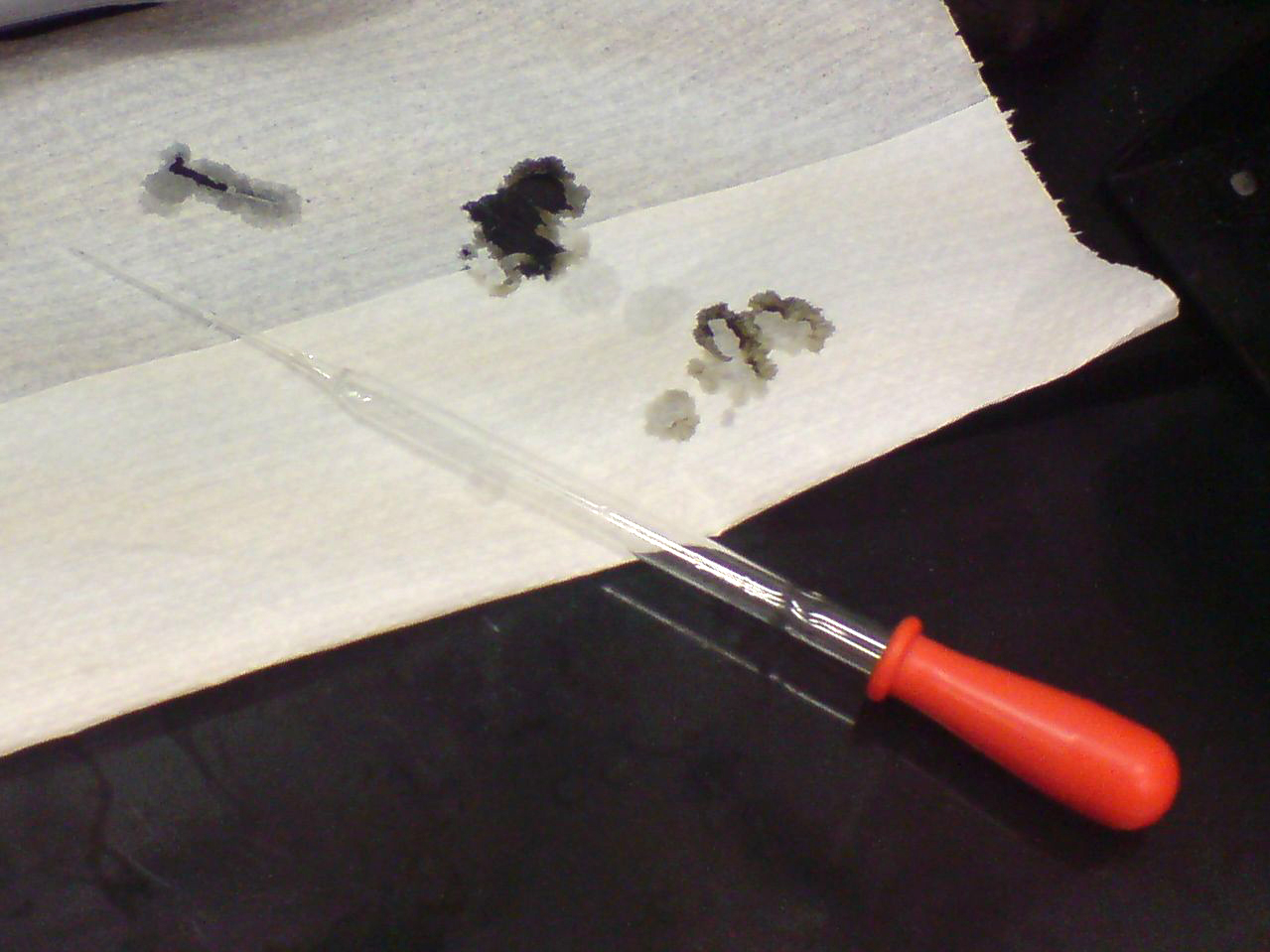
Acidul sulfuric arzând țesutul unei foi

Acidul sulfuric concentrat absoarbe din aerul umed până la de 15 ori greutatea de apă.
Reacția de hidratare a acidului sulfuric este foarte exotermă; datorită capacității calorice mari a apei și datorită valorii aproape duble a greutății specifice a acidului sulfuric concentrat față de apă, amestecarea acidului sulfuric cu apă se face întotdeauna prin introducerea acidului în apă și nu invers.. Deoarece reacția este într-un echilibru care favorizează protonarea rapidă a apei, adăugarea de acid deasupra apei asigură faptul că acidul este agentul limitator. Această reacție este cunoscută pentru formarea de ioni de hidroniu:
{\displaystyle \mathrm {H_{2}SO_{4}+H_{2}O\longrightarrow HSO_{4}^{-}+H_{3}O^{+}} }
Reacția apei cu acidul sulfuric, K1 = 2,4×106 (acid puternic)
{\displaystyle \mathrm {HSO_{4}^{-}+H_{2}O\longrightarrow SO_{4}^{2-}+H_{3}O^{+}} }
Reacția cu apa, K2 = 1,0×10−2 
HSO4- este anionul bisulfit (sau sulfit acid), iar SO42- este anionul sulfat. K1 și K2 sunt constantele de disociere ale acidului sulfuric.
Pentru că hidratarea acidului sulfuric este favorabilă din punct de vedere termodinamic și pentru că afinitatea sa pentru apă este suficient de puternică, acidul sulfuric este un agent de deshidratare excelent. Acidul sulfuric concentra este foarte puternic deshidratant, îndepărtând apa din unii compuși ca zahărul sau carbohidrații și producând carbon, căldură, vapori și un rest de acid diluat ce conține cantități mărite de ioni de hidroniu și bisulfat. Însă, nu toate substanțele organice sunt carbonizate de acidul sulfuric, astfel difenilamina doar se dizolvă în acesta.
În laborator, această proprietate se poate demonstra prin amestecarea zahărului sau zaharozei cu acidul sulfuric. Are loc o schimbare de culoare de la alb la maro-închis, iar apoi la negru datorită formării de carbon. Carbonul se produce sub formă de coloană și se ridică.

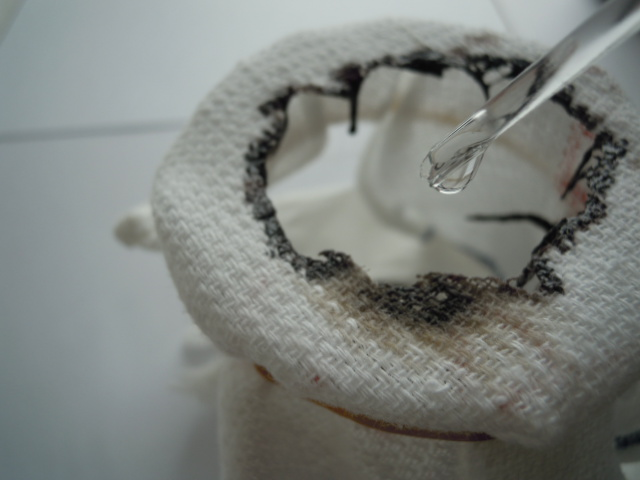
Picăturile de acid sulfuric distrug rapid o bucată de bumbac.

{\displaystyle \mathrm {C_{12}H_{22}O_{11}+H_{2}SO_{4}\longrightarrow 12C+11H_{2}O} }
Reacția dintre zahăr și acid sulfuric
În urma acestei reacții se mai obține și un amestec de acid sulfuric și apă.
În mod similar, mixând amidonul cu acidul sulfuric concentrat se va obține carbon elementar și apă, ce va fi absorbită de acid (astfel el devine mai diluat). Efectul acestuia poate fi văzut când puțin acid sulfuric concentrat este împrăștiat pe o hârtie, care este compusă din celuloză; celuloza reacționează și arată ca arsă, din moment ce s-a obținut carbonul. Acesta miroase puternic a caramel datorită căldurii generate. Deși mai puțin dramatică, acțiunea acidului asupra bumbacului, chiar și în forma diluată, poate distruge țesăturile.
{\displaystyle \mathrm {(C_{6}H_{10}O_{5})_{n}+H_{2}SO_{4}\longrightarrow 6nC+5nH_{2}O} }

#### Proprietăți acido-bazice
Fiind un acid, acidul sulfuric reacționează cu majoritatea bazelor pentru a da sulfatul unui element. De exemplu, în urma reacției dintre acidul sulfuric și hidroxidul de sodiu se obține sulfat de sodiu și apă:
{\displaystyle \mathrm {H_{2}SO_{4}+2NaOH\longrightarrow Na_{2}SO_{4}+2H_{2}O} }
De asemenea, acidul sulfuric reacționează și cu unii oxizi, ca de exemplu cu oxidul cupric. În urma reacției se obține sulfat de cupru și apă și se poate observa schimbarea de culoare de la negru (oxidul cupric) la albastru deschis (sulfatul de cupru) 
{\displaystyle \mathrm {H_{2}SO_{4}+CuO\longrightarrow CuSO_{4}+H_{2}O} }
Acidul sulfuric este cunoscut pentru capacitatea de a scoate acizii slabi din sărurile lor. În reacția cu acetatul de sodiu, de exemplu, el scoate acidul acetic, CH3COOH, un acid slab, producând și bisulfat de sodiu:
{\displaystyle \mathrm {H_{2}SO_{4}+CH_{3}COONa\longrightarrow NaHSO_{4}+CH_{3}COOH} }

### Reacția cu metalele și cu nemetalele
Acidul sulfuric reacționează cu unele nemetale, ca sulful sau carbonul.:
{\displaystyle \mathrm {C+2H_{2}SO_{4}\longrightarrow CO_{2}\uparrow +2SO_{2}\uparrow +2H_{2}O} }
{\displaystyle \mathrm {S+2H_{2}SO_{4}\longrightarrow 3SO_{2}\uparrow +2H_{2}O} }
Numele vechi al acidului sulfuric este ulei de vitriol sau, după Albert cel Mare în secolul al XIII-lea, ulei de vitriol roman . Când sunt adăugate concentrații mari de trioxid de sulf SO3 la fabricarea acidului, rezultă o soluție de SO3 în H2SO4. Aceasta se numește acid sulfuric fumans sau oleum, ce conține mai ales acid disulfuric (pirosulfuric sau Nordhausen) - H2S2O7.

## Aplicații
Acidul sulfuric are multe aplicații, incluzând multe reacții chimice și utilizări industriale. Este produsul chimic cel mai folosit în industrie, fiind numit și „sângele industriei”.  Direcțiile principale includ producția de îngrășăminte, procesarea minereurilor și a apelor reziduale, sinteza produselor chimice și rafinarea petrolului.
În combinație cu acidul azotic, formează amestec sulfonitric care conține ionul nitroniu. Acest amestec este folosit la nitrarea unor compuși. Procesul de nitrare este utilizat pentru producția unui număr mare de explozivi, incluzând trinitrotoluenul, nitroceluloza și nitroglicerina. Acidul este folosit și în acumulatorii acid-plumb, fiind uneori numit și „acid de baterie”.